# Rich Texan
Rich "Richard O'Hara" Texan (spelad av Dan Castellaneta) är en rollfigur i tv-serien Simpsons

## Biografi
Rich Texan är en cowboy, han företräder en oljemagnat som äger världens fetaste travhäst. Rich är själv väldigt rik och har en förmögenhet på över en miljard dollar, och härstammar från Connecticut. Är aktiv inom republikanerna och dansar riverdans. Nästan varje gång han blir lycklig så riktar han sina två pistoler mot himlen och skjuter av ett antal skott, vilket en gång resulterade i en sex månaders visit i fängelset då han en gång träffade en statspolis. Ibland brukar han istället vifta med sin cowboyhatt.
Han jobbar som VD på Handyman's Choice Copper Tubing, varit ägare till Austin Celtics och är också ägare till ett dambasketlag. Han är ägare till nöjesparken, Colonel Tex's Traveling Carnvial samt ranchen "Lazy I Ranch". Har fobi för mustasch och skägg. Han är ägare till Omni-Pave och köpte för 100.000 dollar Springfileds äldsta Redwood-träd för att bygga världens första drive-inhumidor men ändrade sedan sina planer till att istället bygga Lisa Land, även de planerna stoppades senare. Rich Texan har även en gång tagit över alla ägodelar av Mr. Burns men han köpte senare tillbaka det.